# 강필리
강필리(姜必履, 1713년 ~1767년)는 조선의 문신이다. 자는 석여(錫汝), 본관은 진주(晉州)이며 충청남도 당진 출신이다. 영조 때 승지·대사헌을 지냈으며 그 후 동래 부사가 되었다. 당시 통신사인 조엄이 대마도에서 감저(고구마) 종자를 가지고 와서 동래와 제주 지방에 심게 할 때, 그는 감저 재배를 장려하였고, 《감저보》(甘藷譜)를 저술하여 그 재배법을 보급하였다.

## 생애
1713년(숙종 39년) 충남 당진에서 출생하였다. 1747년 문과 정시에 병과 2등으로 급제하여 교리, 청도군수, 순심어사(巡審御使) 부승지, 호조참의, 순천부사, 동래부사, 대사간 등을 역임하였다. 남양어사(南陽御史)·강화순심어사(江華巡審御史)로 나가는 등 영조의 신임을 받았다.
순천부사 때(1763년) 연이은 흉년으로 백성들은 기근이 심한 데다가 소에 생기는 병이 유행하여 농우의 8할이 폐사하여 농사를 짓지 못하게 되자 강필리는 자신의 녹봉과 사재를 털어서 농우 32마리를 사서 농가에 분배, 사육케 하고 부역을 줄이고 세금을 감하는 등 선정을 펼치다가 동래부사로 전임되었다. 수년 후 농우가 150마리로 늘어나자 순천 부민들이 백우비(百牛碑)를 세워 강필리를 기렸다.
1764년 동래부사로 부임하여, 전년에 조엄이 일본통신사로 갔다가 대마도에서 고구마를 가져와 동래지방에 심게 한 일이 있었는데 월동 방법을 자세히 몰라 모두 얼어 죽은 사실을 알고, 대마도 사람으로부터 다시 씨뿌리를 구하여 동래와 절영도에 심게 하고 재배법을 기록한 《감저보》라는 책자를 발간함으로써 고구마가 널리 보급되었다. 또한 동래온천을 정비하여 막힌 온천을 뚫고, 남녀탕을 구분하여 화려한 건물 9칸을 짓고 대문, 관리사(管理舍) 등 제반 시설을 획기적으로 개선하였다. 당시 세워진 강필리의 송덕비(頌德碑)인 ‘온정개건비’(溫井改建碑)는 1972년 6월 26일 부산광역시 기념물 제14호로 지정되었다.
그리고 잊혀지던, 다대포 첨사 윤흥신(尹興信)의 충절을 적극 드러나게 하여 후일 동래 충렬사에 합향하게 되었고, 조정으로부터 증전(贈典)을 받게 하였다. 그 밖에도 많은 치적을 남겨 당시 동래 부민들이 세운 거사비(去思碑)가 동래구 칠산동 246번지(동래유치원 경내)에 남아 있다.
외직에서 세운 공이 인정되어 동래부사에서 대사간으로 승차(陞差)되어 재임 중 영조 43년(정해, 1767)에 55세로 사망하였다. 묘는 경기도 시흥군 군자면(현 시흥시 군자동) 백마산에 있다.

## 사후
순천부민들이 세운 비(碑)는 홍수로 유실되었지만 1991년 전남도와 순천시의 보조와 지방 유림(儒林) 유지(有志) 및 강씨 문중 등이 힘을 모아 순천시 죽도봉(竹島峰)공원 연자루(燕子樓) 옆에 백우비와 백우탑동상(百牛塔銅像) 등을 복원하여 강필리의 유덕(遺德)을 다시 기리게 되었고 강씨 문중에서는 그 조형물 일체를 순천시에 기증하여 영구관리 보존케 하였다.

## 가족 관계
- 증조부 : 강침(姜琛)
  - 할아버지 : 강석준(姜碩俊)
    - 아버지 : 강선(姜橏), 생부 : 강석제(姜碩濟)
    - 어머니 : 윤욱(尹勗)의 딸
      - 동생 : 강필교(姜必敎) - 강취로 양자로 입적

## 같이 보기
- 유적
  - 원주조엄묘역
- 음식
  - 고구마
- 인물
  - 조엄